# Истанбул Бююкшехир Беледиеспор (баскетбольный клуб)
«Истанбул Бююкшехир Беледиеспор» (тур. İstanbul Büyükşehir Belediyespor), также известный под названием «Истанбул ББ» — профессиональный баскетбольный клуб, входящий в состав спортивного общества «Истанбул Бююкшехир Беледиеспор» (Стамбул, Турция). С сезона 2014/2015 по сезон 2018/2019 клуб выступал в высшем дивизионе чемпионата Турции.

## История
Баскетбольная команда «Истанбул Бююкшехир Беледиеспор» была основана в 2000 году как часть мультиспортивного одноименного общества. В сезоне 2000 команда начала играть в низших дивизионах чемпионата Турции с игроками-любителями. Команда стала профессиональной в 2006 году и играла в чемпионате EBBL (3-й уровень баскетбольных турниров в Турции) с 2006 по 2009 год. В 2009 году команда перешла из EBBL во TB2L (2-й уровень). Команда играла во Второй лиге до сезона 2013/2014. В сезоне 2013/2014 команда заняла седьмое место в регулярном сезоне, а в плей-офф дошла до финала, где уступила «Дарюшшафаке». Сезон 2014/2015 стал первым сезоном «Истанбула ББ» в высшем дивизионе чемпионата Турции и завершился для клуба двенадцатым местом. Лучшим результатом в истории клуба оказалось 10-е место в сезоне 2016/2017. В сезонах 2017/2018 и 2018/2019 команда принимала участие в Кубке Европы ФИБА (четвёртом по значимости еврокубке).
В сентября 2019 года «Истанбул ББ» объявил о снятии с чемпионата Турции из-за финансовых проблем. Место «Бююкшехир Беледиеспор» в чемпионате занял другой стамбульский клуб ИТУ.

## Сезоны
| Сезон   | Уровень | Лига | Поз  | В–П   | Кубок Турции   | Еврокубки           | Еврокубки |
| ------- | ------- | ---- | ---- | ----- | -------------- | ------------------- | --------- |
| 2008–09 | 3       | TB3L |      |       |                |                     |           |
| 2009–10 | 2       | TB2L | 10-е |       |                |                     |           |
| 2010–11 | 2       | TB2L | 9-е  |       |                |                     |           |
| 2011–12 | 2       | TB2L | 12-е |       |                |                     |           |
| 2012–13 | 2       | TB2L | 11-е |       |                |                     |           |
| 2013–14 | 2       | TB2L | 2-е  |       |                |                     |           |
| 2014–15 | 1       | TBL  | 12-е | 12–18 | Групповой этап |                     |           |
| 2015–16 | 1       | BSL  | 13-е | 10–20 |                |                     |           |
| 2016–17 | 1       | BSL  | 10-е | 11–19 |                |                     |           |
| 2017–18 | 1       | BSL  | 11-е | 11–19 |                | 4 Кубок Европы ФИБА | R2        |
| 2018–19 | 1       | BSL  | 13-е | 6–22  |                | 4 Кубок Европы ФИБА | RS        |

## Известные игроки
| Критерии |
| --- |
| Чтобы попасть в этот раздел, игрок должен: - Установить клубный рекорд или выиграть индивидуальную награду, находясь в клубе - Сыграть хотя бы один официальный международный матч за свою национальную сборную в любое время - Сыграть хотя бы один официальный матч НБА в любое время. |

- Метеджан Бирсен
- Зак Райт
- Дамир Маркота
- Дейвидас Дулькис
- Юре Балажич
- Яка Клобучар
- Алекс Стивисон
- Майкл Дженкинс